# Szczepanek (Mazovie)
Pour les articles homonymes, voir Szczepanek.
Szczepanek (prononciation : [ʂt͡ʂɛˈpanɛk]) est un village polonais de la gmina de Tłuszcz dans le powiat de Wołomin de la voïvodie de Mazovie dans le centre-est de la Pologne.
Il est situé à environ 6 kilomètres au sud de Tłuszcz (siège de la gmina), 15 kilomètres à l'est de Wołomin (siège du powiat), et 35 kilomètres au nord-est de Varsovie (capitale de la Pologne).
Le village possède une population d'environ 720 habitants.

## Histoire
De 1975 à 1998, le village appartenait administrativement à la voïvodie d'Ostrołęka.